# Rophites algirus
Rophites algirus ist eine solitär lebende, pollensammelnde Biene aus der Familie der Halictidae. Im Deutschen wird sie Frühe Ziest-Schlürfbiene oder Frühe Schlürfbiene genannt.

## Merkmale
Die Schlürfbienen sind relativ klein, etwa 8 bis 10 mm lang. Sie sind den Bienen der Gattungen Halictus und Lasioglossum ähnlich, jedoch ohne die unbehaarte Furche am Hinterleibsende. Die Weibchen sind durch zu Stacheln umgebildete Haare an der Stirn gekennzeichnet. Der Thorax ist dicht, gelblich behaart, am Abdomen befinden sich helle Endbinden; die Mundwerkzeuge („Rüssel“) sind kurz; im Vorderflügel befinden sich zwei Cubitalzellen. Die Fühler sind beim Weibchen kurz, beim Männchen lang.
Die beiden in Deutschland vorkommenden Arten, Rophites quinquespinosus und R. algirus können nur mit Lupe und Fachliteratur sicher unterschieden werden.

## Verbreitung
Die Frühe Schlürfbiene ist von Marokko über das nördliche Afrika bis Israel und den Libanon verbreitet, in Europa von Spanien über Mitteleuropa bis Kasachstan, mit Schwerpunkt von Frankreich bis Bulgarien, nordwärts bis Polen und Moskau, südwärts bis ins Latium, auch in Griechenland und der Türkei bis Georgien.
Das Vorkommen in Deutschland ist nur sehr zerstreut und selten, aktuell ist die Schlürfbiene nachgewiesen aus Sachsen-Anhalt, Brandenburg, Hessen, Thüringen, Rheinland-Pfalz, Baden-Württemberg und Bayern. In Österreich aus dem Burgenland, Ober- und Niederösterreich gemeldet, in der Schweiz aktuell im Wallis, Tessin und Puschkav verbreitet.

## Lebensraum
Rophites algirus liebt trockenwarme Standorte wie zum Beispiel Magerrasen, Böschungen, Ruderalflächen und Weinberge. Sie kommt oft an schütter bewachsenen, südexponierten Stellen vor.

## Lebensweise
Die Biene ist solitär, sie fliegt in einer Generation von Juni bis Juli. Die Weibchen nisten einzeln oder in kleinen Aggregationen auf kahlen oder schütter bewachsenen Flächen in selbst gegrabenen Gängen in der Erde. Sie sammeln Pollen von kleinblütigen Lippenblütlern, in Deutschland vor allem vom Aufrechten Ziest (Stachys recta). Mit den Stacheln am Kopf reiben die Weibchen an den Staubbeuteln der Blüten und übertragen gleichzeitig Vibrationen, die im Thorax von der entkoppelten Flugmuskulatur erzeugt werden (sog. „buzzing“). Der Pollen wird an den behaarten Hintertibien transportiert. Die Männchen hängen nachts und bei trübem Wetter an Ziest-Blüten. Die Überwinterung findet als Ruhelarve (Präpuppe) in ihrem Kokon im Nest statt.
Rophites algirus fliegt etwa einen Monat vor der sehr ähnlichen Rophites quinquespinosus.

## Parasiten
Die Kuckucksbiene Biastes emarginatus parasitiert an der Frühen Schlürfbiene.

## Nomenklatur
Von dieser Schlürfbiene sind mehrere Unterarten beschrieben. In Mitteleuropa kommt die Unterart Rophites algirus trispinosus vor. Für Griechenland wurde die Unterart R. a. graecus beschrieben, in der Türkei bis Georgien und zum Elbrus ist die Unterart R. a. montanus verbreitet.